# 生铁冢镇
生铁冢镇，是中华人民共和国河南省周口市鹿邑县下辖的一个乡镇级行政单位。

## 行政区划
生铁冢镇下辖以下地区：
生铁冢社区、苏古洞社区、王寨村、土固堆村、孔楼村、吕庄村、罗庄村、团结村、黄台村、何楼村、安庄村、展楼村、大郑村、李湾村、范庄村、丁怀庄村、丁大庄村、丁桥口村和邱庄村。